# Mastersonia driverensis
Mastersonia driverensis — вид нессавцевих терапсид. Існував у пермському періоді (280—268 млн років тому). Його скам'янілі рештки знайдені у пластах формації Сан-Анджело у Техасі, США.